# Mosaiksystem
Mosaiksysteme bilden die Schnittstelle zwischen Mensch und Prozess (HMI) und können ein Bestandteil von Leitwarten sein. Ein Mosaiksystem setzt sich dabei aus farbig bedruckten Kunststoffplättchen, Anzeige- und Schaltelementen zusammen. 

## Aufbau
Ein Mosaiksystem setzt sich aus einzelnen Bausteinen zusammen. Diese Bausteine beziehen sich alle auf ein einheitliches Bausteinraster. Übliche Rastergrößen sind zum Beispiel 18, 24, 36 oder 48 mm. 
Die Mosaikbausteine einer Rastergröße können nun beliebig nebeneinander angeordnet werden. Die Anordnung erinnert stark an die Anordnung in einem Mosaik, was letzten Endes auch zur Namensgebung geführt hat. 

Typischer Aufbau eines einfachen Mosaiksystems

Die einzelnen Bausteine eines Mosaiksystems können zu theoretisch beliebig großen Mosaikwänden zusammengesetzt werden. Der Welt größte Mosaiktafel wurde von Mauell an die Florida Power & Light geliefert. Das Mosaiksystem ist 52 m breit, 5,80 m hoch und mit etwa 450.000 Bausteinen bestückt. 
In Abhängigkeit vom Einsatzfall werden vom Hersteller unterschiedliche Materialkombinationen eingesetzt.

## Einsatzgebiete / Anwendung
Mosaiksysteme werden vor allem in Leitständen für Prozessleittechnik oder Netzleittechnik eingesetzt. Sie werden jedoch auch in anderen Bereichen der Mess- und Regelungstechnik verwendet. 
Typische Beispiele sind Elektrizitätswerke aller Art, Schaltanlagen der Energieversorger, Kläranlagen und Gebäudeüberwachung. 
In einem Mosaiksystem werden nicht nur bunte Steinchen zu einem Prozessabbild zusammengefügt. Im einfachsten Fall sind auch Schalter zur Befehlsauslösung und Lampen zu Meldungssignalisierung vorhanden. 
Komplexere Systeme können auch Messinstrumente, Schreiber und Monitore enthalten.

## Geschichte
Im Jahre 1961 wird auf der Messe in Utrecht die damals von der Firma Helmut Mauell GmbH verbesserte und patentierte Mosaiktechnik vorgestellt. Bis heute ist Mauell führend bei der Installation von Leitwarten mit Mosaiktechnik. Zurzeit gibt es noch vier weitere Firmen MLP, Pro-Plan, SACO Controls, Supteam-Subklew und Jürgen Kramer (BSK), die entsprechende Mosaiksysteme herstellen.

## Zukunft
Der Markt für Mosaiksysteme schrumpft.
Von den etwa sieben Herstellern haben lediglich vier überlebt. 
Die größte Konkurrenz bildet die Großbildprojektion. 
Das Lichtsystem hat jedoch auch so seine Schattenseiten. 
Vorteil der Mosaiksysteme ist die mögliche Interaktion mit dem Prozess. 
Des Weiteren ein hohes Maß an Langzeitstabilität und Wartungsfreiheit. 
Nachteilig ist die starre Struktur, welche nur mit Aufwand verändert werden kann.
Im Zuge der in den 80er Jahren aufgekommenen Bildschirmtechnik haben Mosaikwarten zunehmend an Bedeutung verloren.
Während bei Mosaiktechnik alle Informationen gleichzeitig auf dem Mosaik angeboten werden – und auch beobachtet werden müssen – bietet die Bildschirmtechnik die Möglichkeit der selektiven Auswahl und der alarmbedingten Umschaltung.
Die führt zu Einsparungen beim Betreiberpersonal einer Produktionsanlage und auch komplexe Anlagen werden leichter bedienbar.
Wenn weiterhin die gesamte Anlage permanent beobachtet werden muss, bietet sich eine Großbildprojektion an. 
Eine Großbildprojektion ist sehr flexibel einsetzbar. 
Es kann jedes gewünschte Bild dargestellt werden. Allgemein haben sich Geräte mit Rückwandprojektion durchgesetzt. Diese Großbildrückwandprojektoren gibt es zum Beispiel in 67 Zoll Größe und können nahezu übergangsfrei (seamless) gestapelt werden. Die Größe der Videowand ist also lediglich durch das Platzangebot und die Finanzkraft des Kunden begrenzt. 
In Zukunft wird immer häufiger eine Kombination aus Großbildprojektion und Mosaiksystem eingesetzt.